# Eric Wilson (sciatore)
Eric Wilson (7 settembre 1957) è un ex sciatore alpino statunitense, vincitore della Can-Am Cup nel 1976.

## Biografia
Sciatore polivalente originario di Montpelier, Wilson nella stagione 1975-1976 vinse sia la Can-Am Cup generale, sia la classifica di discesa libera; ottenne l'unico piazzamento a punti in Coppa del Mondo il 12 marzo 1979 a Heavenly Valley in slalom gigante (17º), suo ultimo risultato agonistico. Non prese parte a rassegne olimpiche e non ottenne piazzamenti ai Campionati mondiali.

## Palmarès

### Coppa del Mondo
- Miglior piazzamento in classifica generale: 74º nel 1979

### Cam-Am Cup
- Vincitore della Can-Am Cup nel 1976
- Vincitore della classifica di discesa libera nel 1976[senza fonte]